# Heliodora (Minas Gerais)
Heliodora – miasto i gmina w Brazylii, w stanie Minas Gerais. Znajduje się w mezoregionie Sul e Sudoeste de Minas i mikroregionie Santa Rita do Sapucaí. 
Zobacz też:
- Heliodora – imię żeńskie